# Великосушицька сільська рада
Великосушицька сільська рада  (1939) — орган місцевого самоврядування у Старосамбірському районі Львівської області. Адміністративний центр — село Велика Сушиця. Рада складається з 16 осіб і 3 населених пунктів.

## Загальні відомості
Великосушицька сільська рада утворена в 1939 році. Водоймища на території, підпорядкованій даній раді: річка Стривігор.

## Населені пункти
Сільській раді підпорядковані населені пункти:
- с. Велика Сушиця
- с. Буньковичі
- с. Заріччя

## Склад ради
Рада складається з 16 депутатів та голови.

### Керівний склад попередніх скликань
| ПІБ                                | Основні відомості                                                             | Дата обрання | Дата звільнення |
| ---------------------------------- | ----------------------------------------------------------------------------- | ------------ | --------------- |
| Середницький Михайло Степанович    | Сільський голова, 1960 року народження                                        | 26.03.2006   | 31.10.2010      |
| Середницький Михайло Станіславович | Сільський голова, 1960 року народження, освіта середня загальна, безпартійний | 31.10.2010   |                 |

Примітка: таблиця складена за даними джерела